# Стеэн Ольсен, Александер
Александер Стеэн Ольсен (норв. Alexander Steen Olsen; 18 августа 2001) — норвежский горнолыжник. Специализируется в слаломных дисциплинах. Серебряный призёр чемпионата мира 2023 года, победитель этапов кубка мира.

## Карьера
Александер провёл свои первые гонки FIS в Хемседале в возрасте 16 лет. В сезоне 2017/18 годов он регулярно поднимался на подиум в гонках FIS и смог отпраздновать свои первые победы. В декабре 2019 года дебютировал на Кубке Европы в гигантском слаломе.
Зимой 2021/22 годов Ольсен являлся абсолютным лидером Кубка Европы. На своём третьем чемпионате мира среди юниоров в Канаде он завоевал золотую медаль в гигантском слаломе и в слаломе.
27 февраля 2021 года Ольсен дебютировал на этапе Кубка мира в гигантском слаломе в Банско, но не смог пройти квалификацию во второй спуск. 18 марта 2022 года на финале Кубка мира в Мерибеле он впервые стартовал во второй попытке и сразу же занял итоговое десятое место.
В 2023 году на своём первом взрослом чемпионате мира Ольсен выиграл серебряную медаль в командном турнире. В этом же сезоне одержал свою первую победу на этапе Кубка мира в слаломе.
В сезоне 2023/24 годов он значительно улучшил свои результаты в гигантском слаломе. Заняв второе место в Банско, впервые поднялся на пьедестал почета в этой дисциплине. Свою первую победу в гигантском слаломе он одержал 27 октября 2024 года в Зёльдене.

### Чемпионаты мира по горнолыжному спорту
| Чемпионат мира | Скоростной спуск | Супергигант | Гигантский слалом | Слалом | Комбинация | Команды | Паралл. гигантский слалом |
| -------------- | ---------------- | ----------- | ----------------- | ------ | ---------- | ------- | ------------------------- |
| 2023 Куршевель | —                | —           | 22                | 22     | —          | 2       | 7                         |

### Подиумы на этапах Кубка мира (5)
| № | Сезон   | Дата            | Место          | Дисциплина        | Место |
| - | ------- | --------------- | -------------- | ----------------- | ----- |
| 1 | 2022/23 | 26 февраля 2023 | Палисадес Тахо | Слалом            | 1     |
| 2 | 2023/24 | 10 февраля 2024 | Банско         | Гигантский слалом | 2     |
| 3 | 2024/25 | 27 октября 2024 | Зёльден        | Гигантский слалом | 1     |
| 4 | 2024/25 | 22 декабря 2024 | Альта-Бадия    | Гигантский слалом | 3     |
| 5 | 2024/25 | 28 января 2025  | Шладминг       | Гигантский слалом | 1     |